# Marilyn Little
Marilyn Little (1981) es una jinete estadounidense que compitió en la modalidad de concurso completo. Ganó dos medallas de oro en los Juegos Panamericanos de 2015, en las pruebas individual y por equipos.

## Palmarés internacional
| Juegos Panamericanos | Juegos Panamericanos | Juegos Panamericanos | Juegos Panamericanos |
| Año                  | Lugar                | Medalla              | Categoría            |
| -------------------- | -------------------- | -------------------- | -------------------- |
| 2015                 | Toronto (Canadá)     | Medalla de oro       | Individual           |
| 2015                 | Toronto (Canadá)     | Medalla de oro       | Por equipos          |